# BMW F 900 R

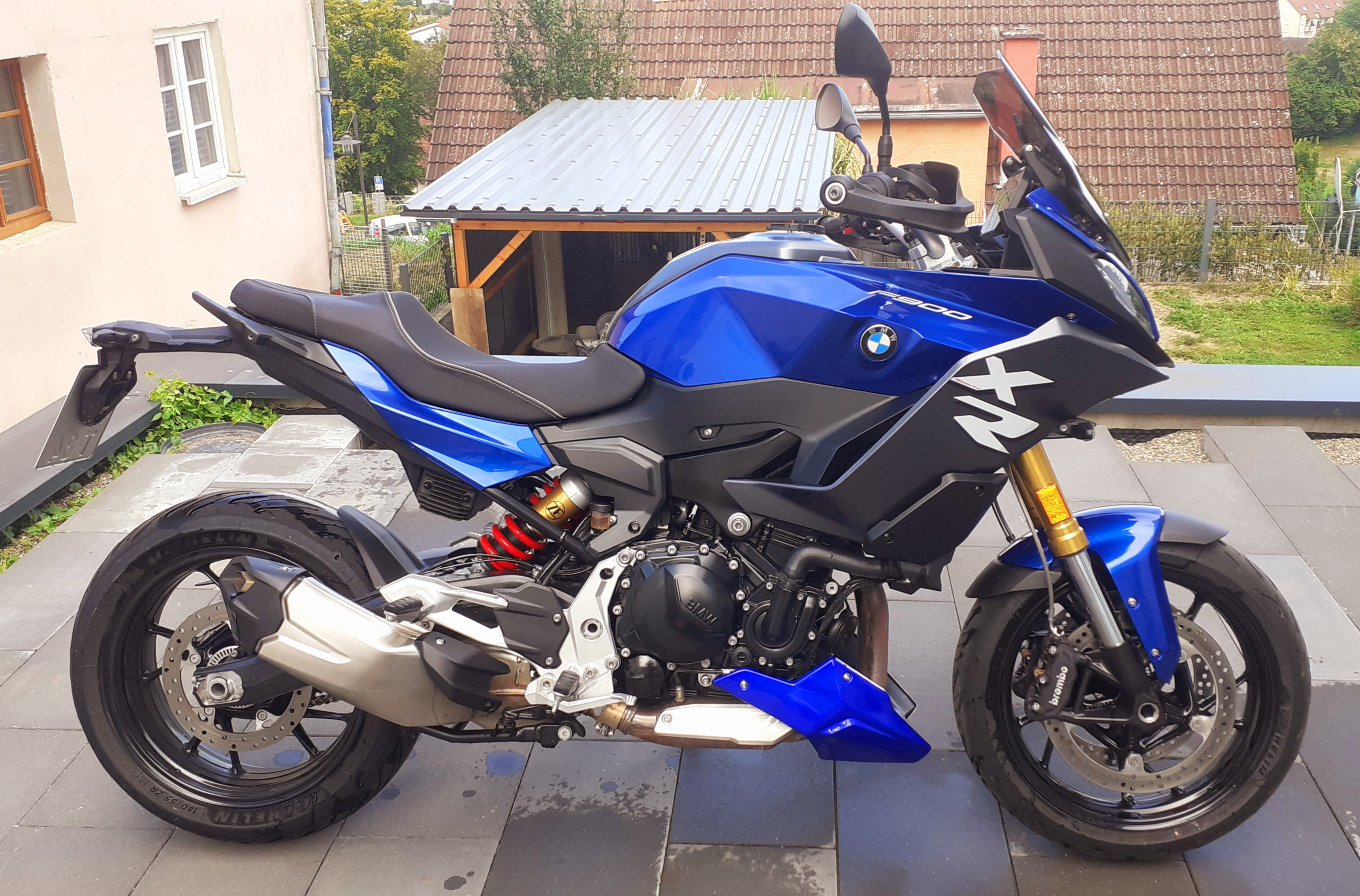
F 900 XR – 2023

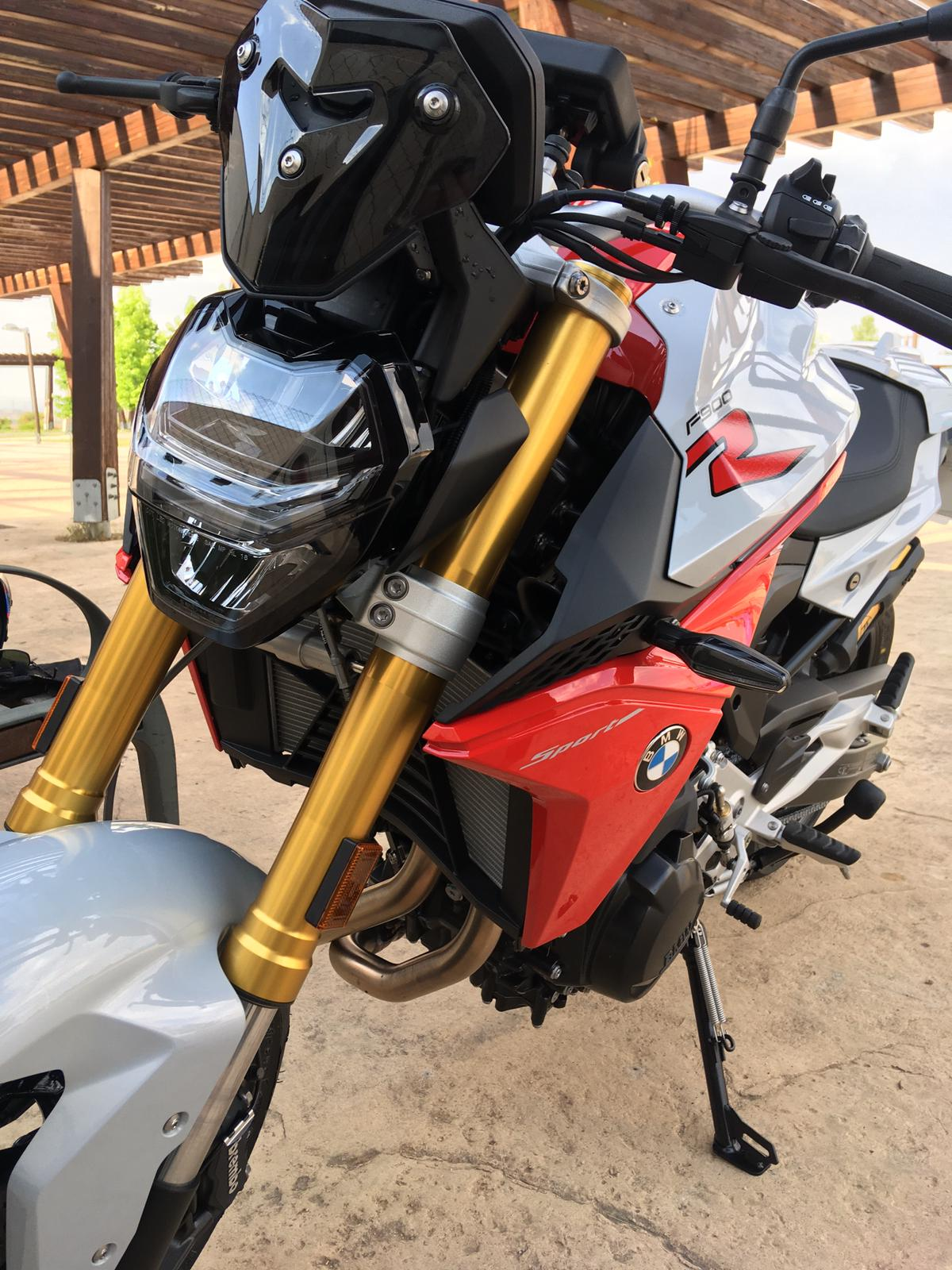
Front der F 900 R mit LED-Scheinwerfer

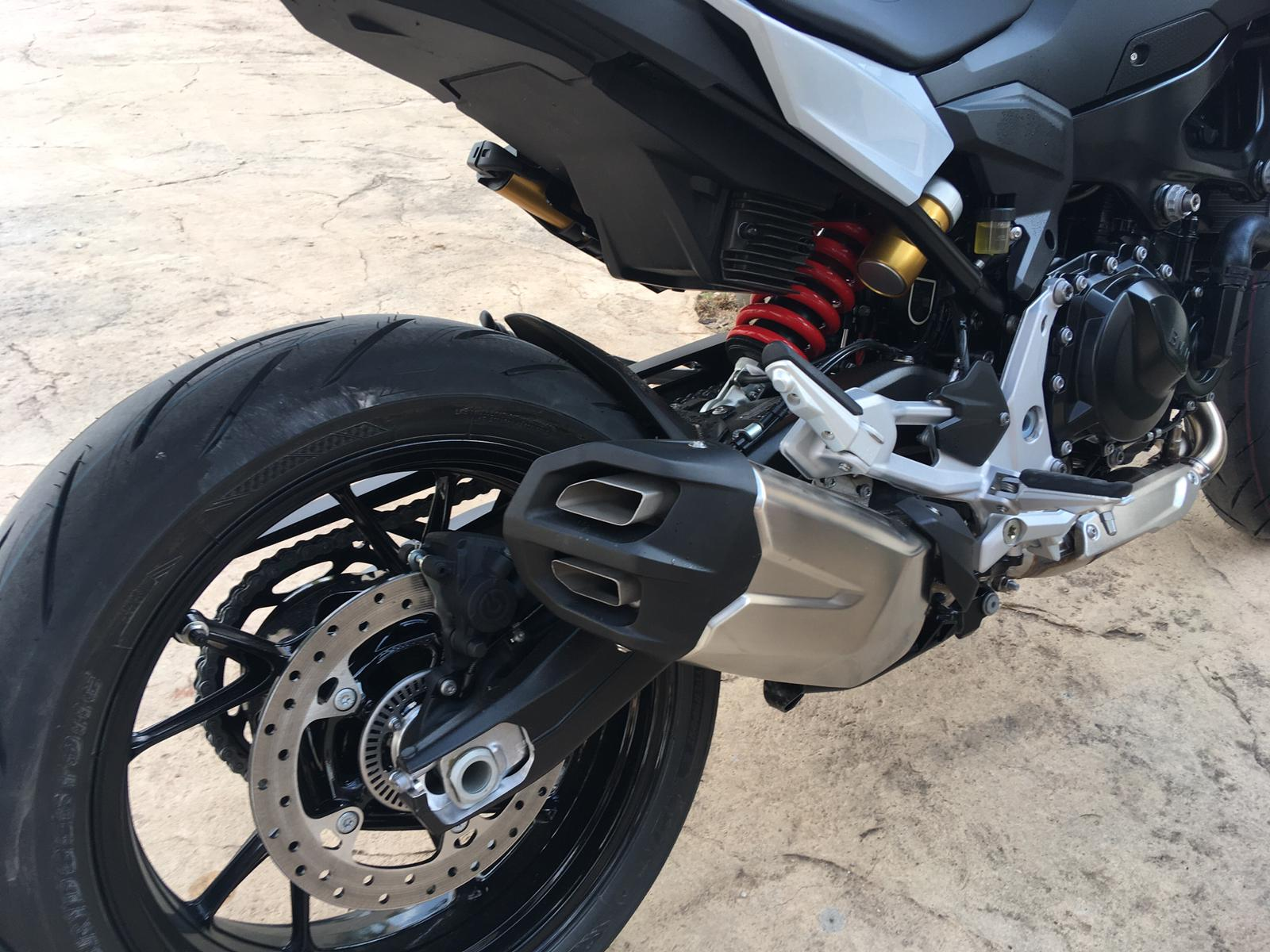
F 900 R, Hinterbau mit Auspuffendtopf aus Edelstahl

Die BMW F 900 R ist ein unverkleidetes Motorrad des deutschen Fahrzeugherstellers BMW. Das Naked Bike wird seit 2020 in Berlin hergestellt. Daneben gibt es die komfortablere F 900 XR (XR steht für „Crossover“) mit kleiner Frontverkleidung und längeren Federwegen.

## Modellgeschichte
Im Mai 2018 war die F 900 XR als Studie Concept 9cento vorgestellt worden.
2021 wurden in Frankreich 300 technisch dem Serienmodell F 900 R entsprechende Sondermodelle Force angeboten, deren blaue Lackierung mit fluoreszierenden Elementen sich an der Luftfahrt orientierte. Im März 2022 wurden zehn unter anderem mit kräftig grünen Elementen bei dunklem Lack besonders gestaltete 900-R-Exemplare für Österreich angekündigt. Bei ihnen ist eine fortlaufende Nummerierung auf den Tank lackiert.

## Technik
Die F-900-Maschinen haben LED-Licht und ein 6,5 Zoll-TFT-Display, das 2017 in der R 1250 GS eingeführt wurde und von Bosch zugeliefert wird.

### Antrieb
Die Zylinder des flüssigkeitsgekühlten Zweizylinderreihenmotors haben eine Bohrung mit einem Durchmesser von 86 mm, der Kolbenhub beträgt 77 mm. Gegenüber dem Vorgänger sind die Zylinderköpfe überarbeitet und die Kolben geschmiedet statt gegossen. Das Verdichtungsverhältnis beträgt nun 13,1 : 1. So werden ohne Leistungsreduzierung aus 895 cm³ Hubraum eine Nennleistung von 77 kW (105 PS) bei 8500 min−1 und ein maximales Drehmoment von 92 Nm bei einer Drehzahl von 6500 min−1 erzeugt. Die Kurbelzapfen sind um 90° versetzt, daher entspricht die Zündfolge der eines Zweizylinder-V-Motors mit 90° Gabelwinkel. Um Geräusche und Vibrationen möglichst gering zu halten, hat der Motor gegenläufige Ausgleichswellen. Der Motor wird bei Loncin in China hergestellt.
Das Motorrad beschleunigt in weniger als vier Sekunden aus dem Stand auf 100 km/h und erreicht eine Höchstgeschwindigkeit von 216 km/h. Der Verbrauch liegt in der Praxis bei mindestens 5,0 l/100 km. Für Fahrer mit dem Führerschein A2 ist ein Motor mit auf 35 kW (48 PS) bei 6500 min−1 gedrosselter Leistung lieferbar, seine ungedrosselte Leistung beträgt 70 kW (95 PS).

### Rahmen und Fahrwerk
Das Fahrwerk baut auf einem Brückenrahmen aus Stahl auf. Anders als bei den F800-Maschinen ist der Tank nicht mehr unter der Sitzbank eingebaut. Er wird aus Kunststoff gefertigt. Das Vorderrad wird von einer Teleskopgabel mit 43 mm Standrohrdurchmesser und 135 mm Federweg (900 XR 170 mm) geführt. Die Zweiarmschwinge aus Aluminiumguss hat ein direkt angelenktes Federbein mit 142 mm Federweg (900 XR 172 mm). Auf Wunsch hat die Maschine 20 mm kürzere Federwege. Außerdem ist die dynamische Fahrwerksregelung Dynamic ESA erhältlich, die mit den übrigen Regelsystemen wie ABS beziehungsweise dem aufpreispflichtigen Kurven-ABS (ABS Pro) zusammenarbeitet und die Dämpfung des hinteren Federbeins anpasst. Die Fahrwerksabstimmung zwischen den beiden Modellen R und XR wurde durch Gabelbrückenversatz, Federbeinumlenkung und Sitzbank unterschiedlich gestaltet. Serienmäßig sind Fahreinstellungen „Rain“ und „Road“ wählbar, weitere gibt es auf Wunsch, die automatische Stabilitätskontrolle ASC ist abschaltbar.
Das Motorrad verzögert vorn mit Doppelbremsscheiben mit einem Durchmesser von 320 mm und Vierkolbensattel und hinten mit einer einfachen Bremsscheibe mit 265 mm und einem Einkolbensattel. Die Bremsanlage ist von Brembo; sie wird serienmäßig von einem Antiblockiersystem unterstützt. Die Gussräder aus Aluminium haben vorn das Felgenmaß 3,50×17" und hinten 5,50×17".
Das Leergewicht beträgt 211 kg (DIN-Leergewicht, fahrfertig 90 % betankt und in Serienausstattung), die maximale Zuladung 219 kg und die Zulässige Gesamtmasse 430 kg.

### Kraftübertragung
Die Maschine hat ein klauengeschaltetes Sechsganggetriebe. Die Kraft wird mit einer Kette auf das Hinterrad übertragen.

### Elektrik
Die Starterbatterie ist über dem Motor montiert, hat eine Kapazität von 12 Ah und versorgt den elektrischen Anlasser. Die Lichtmaschine, ein Drehstromgenerator, erzeugt eine elektrische Leistung von 416 Watt.

## Technische Daten
|                        | BMW F 900 R (2020)                                                                                 |
| ---------------------- | -------------------------------------------------------------------------------------------------- |
| Motor                  | 2-Zylinder-Viertakt mit Ausgleichswellen                                                           |
| Hubraum                | 895 cm³                                                                                            |
| Bohrung × Hub          | 86 × 77 mm                                                                                         |
| Leistung               | 77 kW (105 PS) bei 8500/min 35 kW (48 PS) bei 6500/min Leistungsreduzierung auf Wunsch             |
| Max. Drehmoment        | 92 Nm bei 6500/min, bei auf 35 kW reduzierter Leistung 66 Nm bei 4500/min                          |
| Ventilsteuerung        | zwei obenliegende Nockenwellen, vier Ventile pro Zylinder                                          |
| Verdichtung            | 13,1 : 1                                                                                           |
| Kühlung                | Wasserkühlung                                                                                      |
| Abgasreinigung         | geregelter 3-Wege-Katalysator, Abgasnorm EU 5                                                      |
| Kupplung               | Mehrscheibenkupplung im Ölbad                                                                      |
| Getriebe               | 6-Gang-Klauengetriebe                                                                              |
| Rahmen                 | Brückenrahmen aus Stahl, Motor mittragend                                                          |
| Federung vorn          | Upside-down Gabel, Federweg 135 mm                                                                 |
| Federung hinten        | Aluminiumguss-Zweiarmschwinge mit Zentralfederbein, Federweg 142 mm                                |
| Radstand               | 1518 mm                                                                                            |
| Sitzhöhe               | maximal 865 mm (bei Leergewicht)                                                                   |
| Reifen vorn            | 120/70 ZR 17                                                                                       |
| Reifen hinten          | 180/55 ZR 17                                                                                       |
| Bremse vorn            | Doppelscheibenbremse, ⌀ 320 mm, 4-Kolben-Radialbremssattel                                         |
| Bremse hinten          | Einscheibenbremse, ⌀ 265 mm, 1-Kolben Schwimmsattel                                                |
| Leergewicht            | 211 kg                                                                                             |
| Tankinhalt             | 13 l (einschließlich ca. 3,5 l Reserve)                                                            |
| Verbrauch              | 4,2 l nach WMTC (Worldwide Harmonized Motorcycle Emissions) etwa 5,5 l bei hohem Landstraßenanteil |
| CO2-Emission nach WMTC | 99 g/km                                                                                            |
| Höchstgeschwindigkeit  | 216 km/h                                                                                           |

## Kritiken
„Der Zweizylinder-Reihenmotor mit jetzt 895 Kubik hängt sehr schön am Gas, dreht willig und hat auch noch Punch. 105 PS leistet der Twin in der Spitze, aber über das gesamte Drehzahlband überzeugt er mit toller Laufkultur und linearer Leistungsentfaltung. Man kann die F sogar schaltfaul dahingleiten lassen.
Aber das Getriebe steigert die sportlichen Fähigkeiten des Zweizylinders noch, es ist gut abgestimmt und lässt sich prima schalten – auch ohne den Schaltautomat mit Blipper-Funktion, den es im Zubehör gibt.“

„... In mittleren und weiten Radien vermittelt die F 900 R mit satter Straßenlage schon in serienmäßiger Konfiguration das Gefühl von Souveränität und Kontrolle. Im Unterschied zu zahlreichen einsteigerfreundlichen Midsize-Nakeds der Konkurrenz präsentiert sich die BMW dabei jedoch nicht als quirliges ‚Spielzeug‘, sondern vermittelt das Gefühl eines ausgewachsenen Full-Size-Motorrades.“

## Neuzulassungen
In Deutschland startete die F 900 R mit 1.654 Zulassungen, dazu kamen 1.337 Maschinen des Allrounders F 900 XR. 2021 stand die 900 R mit 1.843 Zulassungen auf Platz zehn in der Zulassungsliste, die XR wurde 1.393 mal zugelassen. Der gewerbliche Anteil lag dabei bei über 38 Prozent.